# Tuyến Tōhō
Tuyến Tōhō (東豊線 Tōhō-sen) là tuyến tàu điện ngầm bánh lốp ở Sapporo, Hokkaido, Nhật Bản. Tuyến này là một phần của hệ thống tàu điện ngầm đô thị Sapporo và được điều hành bởi Cục Giao thông Vận tải Thành phố Sapporo. Với tổng chiều dài toàn tuyến là 13,6 km, bắt đầu từ Ga Sakaemachi ở quận Higashi đến Ga Fukuzumi ở quận Toyohira. Màu của Tuyến Tōhō trên bản đồ là màu xanh xa trời và các nhà ga của tuyến mang chữ "H" và kèm theo số thứ tự.

## Danh sách nhà ga
- Tất cả các nhà ga đều được đặt tại Sapporo và đi ngầm toàn tuyến.

| Số ga | Nhà ga                | Tiếng Nhật   | Khoảng cách (km) | Khoảng cách (km) | Chuyển tuyến                                                                | Địa điểm |
| Số ga | Nhà ga                | Tiếng Nhật   | Giữa các ga      | Tổng cộng        | Chuyển tuyến                                                                | Địa điểm |
| ----- | --------------------- | ------------ | ---------------- | ---------------- | --------------------------------------------------------------------------- | -------- |
| H01   | Sakaemachi            | 栄町         | -                | 0.0              |                                                                             | Higashi  |
| H02   | Shindō-Higashi        | 新道東       | 0.9              | 0.9              |                                                                             | Higashi  |
| H03   | Motomachi             | 元町         | 1.2              | 2.1              |                                                                             | Higashi  |
| H04   | Kanjō-Dōri-Higashi    | 環状通東     | 1.4              | 3.5              |                                                                             | Higashi  |
| H05   | Higashi-Kuyakusho-Mae | 東区役所前   | 1.0              | 4.5              |                                                                             | Higashi  |
| H06   | Kita-Jūsan-Jō-Higashi | 北13条東     | 0.9              | 5.4              |                                                                             | Higashi  |
| H07   | Sapporo               | さっぽろ     | 1.3              | 6.7              | Tuyến Namboku ( N06 ) Tuyến Hakodate chính ( 01 )                           | Chūō     |
| H08   | Ōdōri                 | 大通         | 0.6              | 7.3              | Tuyến Namboku ( N07 ) Tuyến Tōzai ( T09 ) Xe điện Sapporo (Nishi-Yon-Chōme) | Chūō     |
| H09   | Hōsui-Susukino        | 豊水すすきの | 0.8              | 8.1              | Xe điện Sapporo (Susukino)                                                  | Chūō     |
| H10   | Gakuen-Mae            | 学園前       | 1.4              | 9.5              |                                                                             | Toyohira |
| H11   | Toyohira-Kōen         | 豊平公園     | 0.9              | 10.4             |                                                                             | Toyohira |
| H12   | Misono                | 美園         | 1.0              | 11.4             |                                                                             | Toyohira |
| H13   | Tsukisamu-Chūō        | 月寒中央     | 1.2              | 12.6             |                                                                             | Toyohira |
| H14   | Fukuzumi              | 福住         | 1.0              | 13.6             |                                                                             | Toyohira |

## Đầu máy toa xe

### Hiện tại
- EMU 4 toa sê-ri 9000 (từ tháng 5 năm 2015)

Đoàn tàu đầu tiên của đội tàu gồm 20 đoàn tàu EMU 4 toa sê-ri 9000 mới sẽ đưa vào sử dụng trên Tuyến Tōhō đã được giới thiệu vào tháng 5 năm 2015. Được chế tạo và lắp ráp bởi Kawasaki Heavy Industries ở thành phố Kobe, đoàn đầu đầu tiên đã được công bố tới giới truyền thông vào tháng 11 năm 2014. Tất cả 20 đoàn tàu thuộc đội tàu mới thay thế cho sê-ri 7000 được lên kế hoạch sử dụng vào năm tài chính 2016.

### Thế hệ đầu máy toa xe cũ
- EMU 4 toa sê-ri 7000 (từ năm 1988 tới năm 2016)

Từ năm 1988 đến năm 2016, tuyến Tōhō được phục vụ bởi đội tàu bao gồm 20 đoàn tàu EMU 4 toa sê-ri 7000 (với số hiệu từ 7101 đến 7120). Các đoàn tàu cuối cùng thuộc sê-ri 7000 đã ngừng hoạt động vào ngày 25 tháng 6 năm 2016 và được thay thế bởi đội tàu sê-ri 9000 mới.

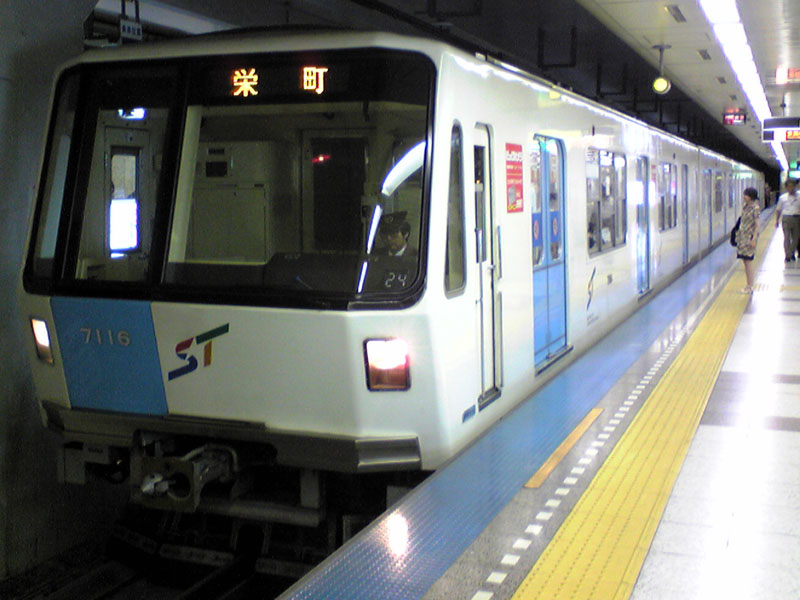
Đoàn tàu thuộc sê-ri 7000 mang số hiệu 16 vào tháng 7 năm 2008

## Lịch sử
- 2 tháng 12 năm 1988: Đoạn từ ga Sakaemachi tới ga Hōsui-Susukino mở cửa.[5]
- 14 tháng 10 năm 1994: Đoạn từ ga Hōsui-Susukino tới ga Fukuzumi mở cửa.[5]

## Nâng cấp trong tương lai
Cửa chắn sân ga được lắp đặt ở tại tất cả các nhà ga trong năm tài chính 2016.